# 鮑爾瑟姆 (密歇根州)
鮑爾瑟姆（英語：Balsam）是位於美國密歇根州艾昂縣水晶瀑布鎮區的一個非建制地區。

## 歷史
鮑爾瑟姆曾於1909年開設郵政局，但在數個月後便停運。此地得名自當地附近常見的膠冷杉（Abies balsamea）。

## 地理
鮑爾瑟姆所處的海拔為高於海平面463米（即1519英呎），而該地所採用的時區為UTC-6，即北美中部時區（CST）。同時該地設有夏令時間，為UTC-6調快一小時，即UTC-5（CDT）。